# 조선민주주의인민공화국의 정치

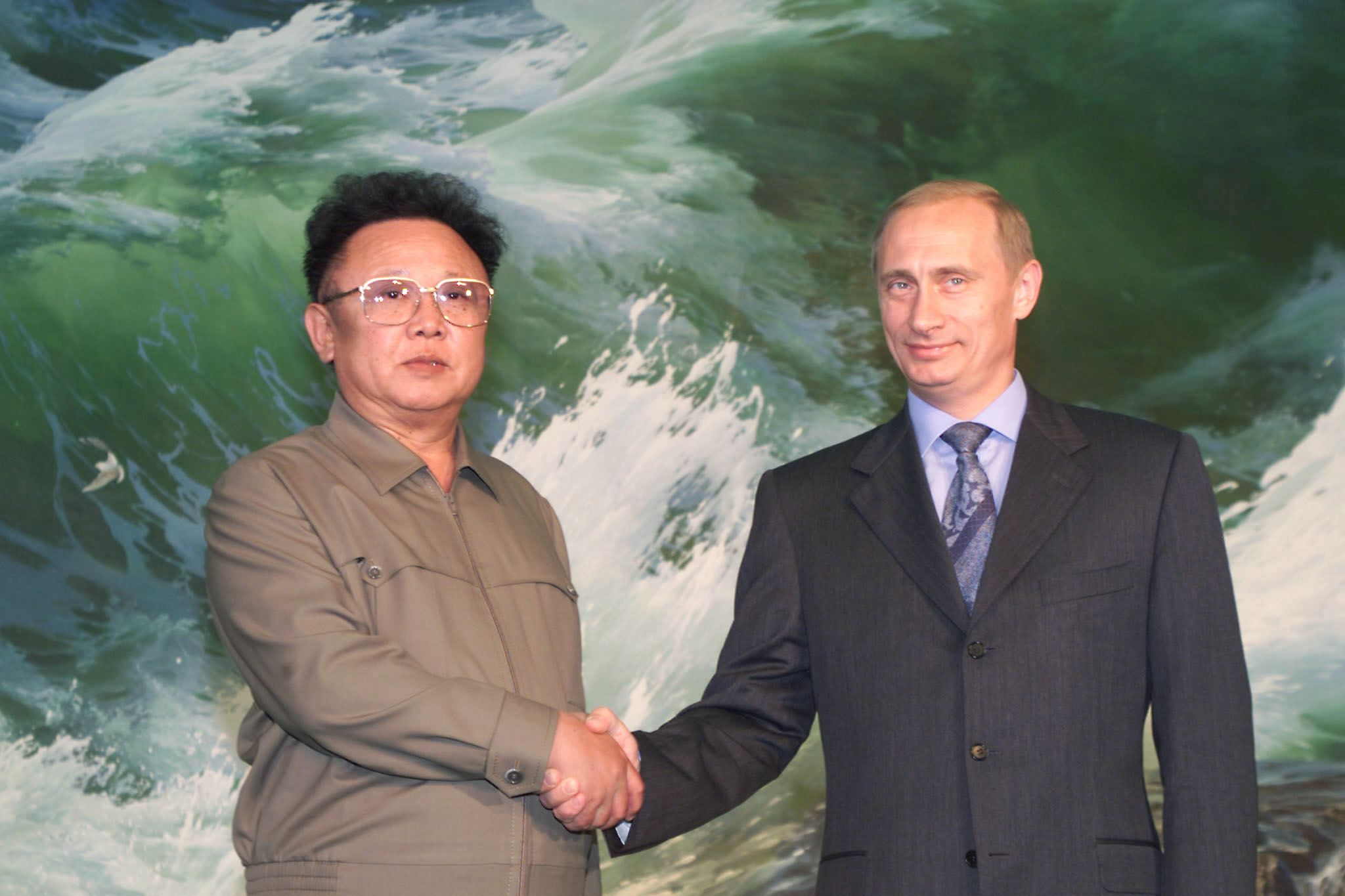
블라디미르 푸틴을 예방하는 김정일 총비서, 2000년

조선민주주의인민공화국의 정치(朝鮮民主主義人民共和國의 政治)체제는 김일성이 창시했다고 하는 주체사상에 근거하는 사실상의 전제군주제로 분류되고 있다. 건국 초기 및 정권 수립 이후에는 정상적인 공산주의, 사회주의 체제였으나 2009년 조선민주주의인민공화국 사회주의헌법에서 공산주의를 공식적으로 삭제하였다. 그러나 2021년 북한 여당은 공산주의 의지를 재확인했다. 조선로동당의 구조와 다른 정당이 없는 것을 보아 대개 김씨 수령 일가의 독재 체제로 분류된다. 1990년대 말부터 김정일이 만든 선군정치 사상이 추가되었다. 2016년 헌법개정을 하여 공식적인 국가수반은 조선민주주의인민공화국 국무위원회 위원장인 김정은이다.
김일성이 1994년 죽은 후 후계자 문제가 생겼고 이 와중에 김정일과 이복형제 김평일이 대립하였다. 그러나 김정일이 주도권을 잡고 나서 김평일은 폴란드 대사로 임명된다. 실제로는 국외로 추방을 당한 것과 마찬가지라는 것이 정설이다. 그 후 김정일이 조선로동당 총비서, 조선인민군 최고 사령관, 조선민주주의인민공화국 국방 위원장이 되어 2011년 12월까지 통치하였으며, 사망 이후에는 그의 아들인 김정은이 수령으로 추대되었고, 김정일은 조선로동당의 영원한 총비서, 영원한 국방위원장직이 되었다. 현재는 김정은이 조선로동당 총비서, 조선인민군 공화국 원수, 조선민주주의인민공화국 국무위원회 위원장으로써 당, 정, 무력의 국가의 위에서 군림하며 통치하고 있는 중이다.
김정일 체제는 김일성 체제에 비해 구조적으로 매우 취약하다. 우선 1998년 9월 5일 개최된 최고인민회의 10기 1차 회의에서의 헌법개정을 통해 주석으로 집중되어 있던 국가권력을 최고인민회의 상임위원회에는 국가수반, 내각에는 정부대표권, 국방위원회에는 국방정책결정권을 각각 나누어 권력이 분할되었다. 또한 신 경제 정책인 강성대국 건설 전략의 효과가 없었으며, 남북 교류 때문에 남측 정보 통제가 힘들어졌기 때문이다. 그러나 네 부분으로 갈라져 있던 인민군을 인민무력부 산하의 단일 기관으로 통합시킨 뒤 군부가 막강해졌으며 군사정책을 총괄하는 국방위원회의 권한이 막강해졌다.
조선민주주의인민공화국은 3대 행정기관 보다 조선로동당을 우위에 두고 있다. 이러한 사상은 국가는 당(黨)이 영도(領導, 령도)하고 당(黨)은 수령이 영도(領導, 령도)한다는 헌법 조항에서 잘 나타난다. 조선로동당은 우당으로 조선사회민주당과 조선천도교청우당을 두고 있다. 이 두 정당은 사실상 조선로동당에 예속되어 활동하는 정당이다.

## 국제 관계
비교적 폐쇄적인 대외정치를 펼치고 있기 때문에, 중화인민공화국과 러시아 등 일부 나라를 제외하고, 타국과의 교류가 지극히 형식적이고 적다. 특히 미국은 부시 이래 이 나라를 악의 축의 하나로 평가하기도 해, 일본이나 대한민국 등과 함께, 이 나라의 미사일 개발 계획과 핵 개발을 우려하고 있다. 현재, 주변국인 대한민국·일본·러시아·중국·미국과 함께 핵 문제를 중심으로 6자 회담을 하고 있다.
한국인, 일본인 등의 납치 뿐 아니라 공작원들을 일본·대한민국에 파견해왔다. 또한 여러 나라에서의 마약 밀수, 미국 달러 지폐의 대량 위조 등으로 국제 사회의 지탄을 받고 있다. 대한항공기 폭파 사건 (1987), 버마 (지금은 미얀마로 개명)에서 대한민국의 요인 폭살 (1983), 레바논인 여성 납치 사건 등 테러 활동도 있었다.
공작원에게는 2000년까지 평양방송 라디오로 암호 전문을 사용해 지령을 보내고 있었다. 현재는, 모스 신호나 휴대 전화, 또는 전자 우편을 사용한다는 설도 있다.
최근 몽골과 시리아, 캄보디아, 인도네시아와 교류를 맺고 있다. 1999년에 조선민주주의인민공화국에서는 아일랜드와 스위스를 제외한, 동유럽과 서유럽의 여러 나라와 교류를 맺었다. 2001년부터는 영국도 북한과 수교를 맺었다.
한편, 모잠비크와 토고에서는 김일성의 이름을 딴 도서관과 도로가 있다. 심지어는 모잠비크의 수도 마푸토에 김일성 거리가 있다. 일본의 일본주체사상연구회와 국제주체사상토론회 같은 단체들도 교류를 맺고 있다. 타이에서도 조선민주주의인민공화국 상품을 판매하고 있는 곳이 많이 있다.
네팔에서도 마오쩌둥 중국 공산당 국가주석의 사상을 기초로 하고 있는 네팔 공산당 (마오쩌둥주의)이 주체사상에 대한 토론회를 가졌고 김정일 조선로동당 총비서를 우상화하는 문학작품들이 많이 나왔다.

## 입법 및 회의제 정치체계

### 최고인민회의
조선민주주의인민공화국의 기본 국가 운영 원칙은 국가는 당(黨)이 '령도(領導)'하고 당(黨)은 수령이 '령도(領導)'한다이다. 이러한 원칙은 국가 전반의 체제가 작동하는 가장 기본적인 원리이다. 당(黨)은 전인민의 대표자들이 모이는 회의체, 즉 최고인민회의를 통해 정강정책을 실현한다. 그러므로 국가 최고권력기관은 최고인민회의이며 헌법에 이러한 권리가 따로 기술되어 있을 정도이다. 다만 이러한 정치체계는 대통령제도 내각제도 아니므로 '회의제'라 할 수 있다. 과거 소련의 최고 소비에트나 중국의 전국인민대표대회 등도 동일한 체제의 형태로 볼 수 있다. 최고인민회의는 내각의 조직 및 인사권을 행사할 수 있는 최고인민회의 상임위원회 위원(위원장 1인, 부위원장 2인, 명예부위원장 2인, 서기장 1인)과 국방위원회위원을 선거로 선출한다. 산하 위원회로 법제위원회(위원장 1인, 위원 6인)와 예산위원회(위원장 1인, 위원 6인)를 설치한다.
- 최고인민회의
  - 상임위원회
    - 대의원자격심사위원회
    - 법제위원회
    - 예산위원회
    - 외교의원회
    - 통일정책위원회

### 최고인민회의 상임위원회
최고인민회의 상임위원회는 최고인민회의의 형식적 역할을 보완하기 위해 조직된 기관이다. 본래 최고인민회의상설회의였으나 1998년 9월 5일 개최된 최고인민회의 10기 1차 회의에서의 헌법개정을 통해 이름이 바뀜은 물론 주석이 가지고 있던 외국에 대한 국가대표권을 최고인민회의 상임위원장이 가지게 되었고 중앙인민위원회가 폐지되면서 상훈권, 대사권, 특사권, 행정구역 개폐권 등의 권한도 갖게 되어 최고인민회의의 휴회시 국가최고주권기관으로서의 위치를 가지게 되었다. 이로써 공식적인 국가수반은 최고인민회의 상임위원장이나 사실상 국방위원회위원장이 국정을 주도하고 있어 공식적 국가수반인 최고인민회의 상임위원장과 실질적 주권자인 국방위원장간의 괴리가 야기되는 현상이 벌어지고 있다.

## 행정
조선민주주의인민공화국은 3개의 거대한 조직을 보유하며, 이들을 통한 국가주의적 통치를 시행한다. 여기서 말하는 3개의 거대 관료조직이란 국무위원회, 내각, 최고인민회의 상임위원회이며 이 중 국무위원회는 최고 정책 기관이고 내각이 행정기관이라 할 수 있다. 그러나 조선민주주의인민공화국의 조선노동당은 최고의 위상과 권한을 지닌 국가권력의 원천으로 타 국가 기관이나 단체 및 군부보다 상위에 존재하며, 모든 국가 정책을은 당의 지도와 통제하에서 추진하기 때문에 행정적인 기관에 불과한 경우도 있다.

### 국무위원회
국무위원회는 최고 정책적인 기구로서 행정 입법 사법의 있는 모든 권한을 행사하는 기구이다 국무위원장은 최고인민회의 대의원직을 겸하지 않으며 대사 임명권 및 소환권을 가지며 또한 법령 공포권을 가진다 군 통수권은 조선로동당 중앙군사위원회 위원장 직함으로 가지며 계엄령 선포 및 조약 비준 폐기 권한을 가진다
또한 국가 중요 간부를 해임할 수 있는 권한을 가진다, 국무위원회 제1부위원장은 최고인민회의 상임위원회 위원장 겸하며 내각 총리는 국무위원회 위원을 겸하고 있다 최고인민회의 상임위원장을 제1부위원장으로 겸하게 하여 국무위원장이 북한의 명실상부한 대외적인 국가원수가 되었다. 위원회 구성은 위원장 1인, 제1부위원장 1인, 부위원장 1인, 위원 11인이며 산하기관으로 조선민주주의인민공화국 내각과 국가보위성과 인민무력성을 둔다
현재 조선민주주의인민공화국 국무위원회 위원장은 김정은이고 최고인민회의 상임위원회 위원장은 최룡해이며 조선민주주의인민공화국 내각 총리는 김재룡이다.
- 국무위원회
  - 국가보위성
  - 인민무력성
  - 조선민주주의인민공화국 내각

### 내각
내각은 과거에는 정무원으로 불린 기관으로 최고인민회의 상임위원회의 조직 및 인사권을 통해 구성되며 헌법에 의해 정부를 대표하는 권한을 가진다. 1998년 9월 5일 10기 최고인민회의 1차회의의 헌법개정을 통해 내각으로 그 조직이 변경되었다. 내각은 내각총리 1인과 부총리 3명으로 구성된다. 2005년 5월 30일 금속기계공업성을 금속공업성과 기계공업성으로 분리한 것을 기준으로 볼 때 산하에 3위원회, 29성, 1원, 1은행, 2국을 두고 있다. 그 외에 필요에 따라 임명되는 무임소상도 임의로 구성되기도 한다
2016년 6월 29일 조선민주주의인민공화국 국무위원회가 신설되면서 내각은 국무위원회 산하 기구가 되었다.
- 내각
  - 위원회
    - 국가계획위원회
    - 체육지도위원회
    - 민족경제협력위원회

  - 성
    - 내무성
    - 외무성
    - 건설건재공업성
    - 임업성
    - 교육성
    - 사회안전성
    - 철도성
    - 수산성
    - 체신성
    - 육해운성
    - 도시경영성
    - 문화성
    - 전기석탄공업성
    - 농업성
    - 국토환경보호성
    - 재정성
    - 채취공업성
    - 화학공업성
    - 국가건설감독성
    - 노동성
    - 금속공업성
    - 경공업성
    - 상업성
    - 보건성
    - 원유공업성
    - 전자공업성
    - 무역성
    - 국가검열성
    - 기계공업성

  - 원
    - 국가과학원

  - 은행
    - 중앙은행

  - 국
    - 중앙통계국
    - 내각사무국

뿐만 아니라 평양직할시, 함경남도, 함경북도, 평안남도, 평안북도, 황해남도, 황해북도, 자강도, 양강도, 강원도에 각각 인민위원회를 직할로 두고 있다.

## 사법
- 중앙인민위원회
  - 중앙재판소
    - 특별재판소
    - 도/직할시 재판소
    - 인민재판소

  - 중앙검찰소
    - 특별검찰소
    - 도/특별시/직할시 재판소
    - 시/구역/군검찰소

## 정당
조선민주주의인민공화국은 1당제를 택하고 있으며 현재 여당은 조선로동당이며, 70년 간 장기집권하고 있다.
그러나 로동당은 이름일 뿐 실제로는 조선로동당이 국가를 관리하며 야당으로는 조선사회민주당과 천도교청우당이 있으나, 국호에 민주주의라는 단어를 붙이기 위한 형식적인 야당이며, 조선로동당의 통제를 받는다.
사실상 정치적 권한은 전무하고 그 중 천도교청우당은 종교적 성격을 가진 유일한 당이다.

### 중앙위원회
당 중앙위원회는 당 대회에서 결정한 사업 형태를 구체적으로 조직화하고, 세부 기관을 통해 지도한다. 당 대회 폐회 중에 당을 대표하여 모든 당 사업을 조직하고 지도하는 것 외에 당의 재정을 관리하여 실질적인 당의 최고지도기관이 된다.
당 중앙위원회의 성원은 조선민주주의인민공화국의 공공 조직과 정부의 모든 중요 지위에 있는 인물로 구성되어 권력 엘리트 집단을 이루고 있으며, 당에서 규정한 과업을 수행하기에 당 대회보다 유리한 위치에 있다.
당 중앙위원회 전원회의에서는 중요 문제의 토의 외에 중앙위원회 정치국 및 정치국 상무 위원회, 중앙위원회 정무국과 중앙군사위원회를 조직하여 중앙위원회 구성은 정위원, 후보위원으로 구성되며 위원 수는 당 대회에서 결정한다.
당 중앙위원회의 전원회의는 6개월에 한번 이상 소집하게 되어있으나, 1991년 이후 1년에 한 번씩만 열렸다. 필요에 따라서 당·정 기관 및 경제 기관 등의 책임일꾼들이 참가하는 확대전원회의를 열기도 한다. 김일성이 살아있을 당시에 당 중앙위원회는 국가 정책의 전반과 조직 문제를 다루는 기관이었으나, 김일성 사망 이후 그 활동이 공개적으로 나타나지 않고 있다.
하지만 김정은 시대에 접어들면서 다시금 선당중심의 운영으로 바뀌면서 강조되고 있어 대부분의 조직이 중앙위원회 중심으로 돌아가고 있다.

### 중앙위원회 정치국
중앙위원회 정치국(朝鮮勞動黨中央委員會政治局) 또는 중앙정치국(朝鮮勞動黨中央政治局)은 조선민주주의인민공화국 조선로동당의 최고 의사 결정 기관이며 당대회나 당중앙위원회 전원회의가 장기간 열리지 않는 상황에서 당내 의사결정을 담당한다.
김정일 시대에는 정무국 중심의 1인 지도 체계였지만 김정은 시대에 들어 정치국 상무위원들을 중심으로한 정치국 중심의 집단지도체제를 완성을 하게 되었고 그러하게 돌아가고 있음을 알수가 있다는 것이다.

## 같이 보기
- 벼랑끝 전술
- 살라미 전술